# Moments (bài hát của One Direction)
"Moments" là bài hát của ban nhạc đến từ Anh-Ireland One Direction, trong album đầu tay của họ, Up All Night (2011). Bài hát được sáng tác bởi nghệ sĩ thu âm người Anh Ed Sheeran và Si Hulbert, người sản xuất bài hát. Vào năm 2011, khi thành viên Harry Styles của One Direction kể với Ed Sheeran rằng ban nhạc không có đủ bài hát cho album của họ, Ed Sheeran đề nghị với họ bài hát "Moments", một bài mà Ed Sheeran "sẽ chẳng bao giờ dùng tới". Bài hát là một bản pop ballad nhịp vừa phải nói về một mối tình tan vỡ vì sự xa cách hoặc về cái chết như người hâm mộ suy đoán. Nhạc khí của bài hát gồm những tiếng đập ghi-ta nhẹ và tiếng đàn piano trung bình. Bản ballad nhận được những nhận xét nhìn chung là tích cực từ giới phê bình âm nhạc, chú ý nhiều tới sự dễ nhớ của bài hát và khen ngợi cấu trúc của nó. Khi album Up All Night ra mắt, "Moments" xếp hạng ở các vị trí thấp trên các bảng xếp hạng của Australia, Canada, và Anh Quốc nhờ lượng tải mạnh. One Direction trình diễn bài hát này trong cả ba chuyến lưu diễn lớn của họ: Up All Night Tour (2011–12), Take Me Home Tour (2013) và Where We Are Tour (2014).

## Bối cảnh

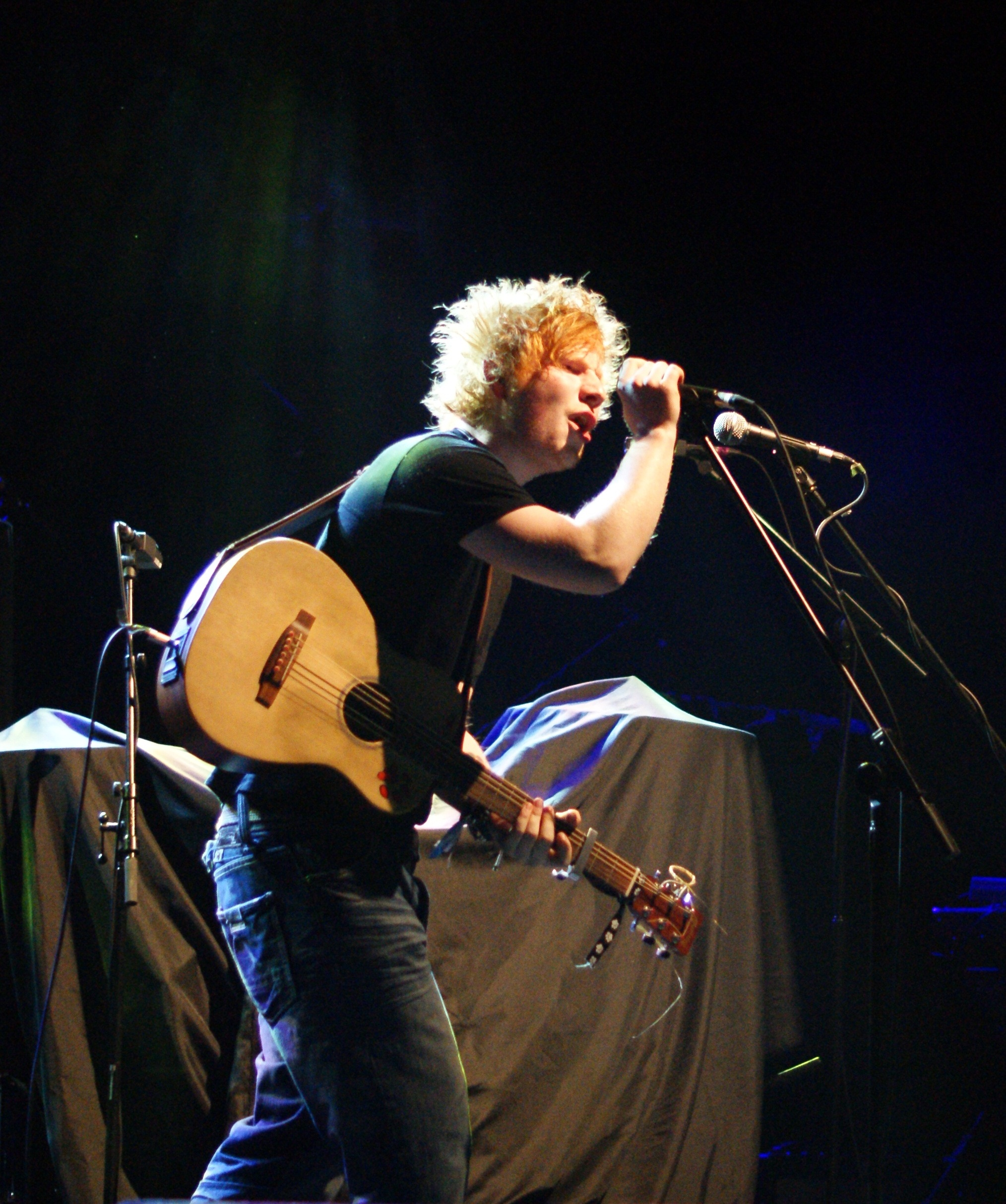
Bài hát được đồng sáng tác bởi Ed Sheeran (ảnh).

Sau khi được thành lập và về thứ 3 tại The X Factor mùa thứ 7 vào năm 2010 One Direction ký hợp đồng với Syco Music. Công việc thu âm cho album phòng thu đầu tay, Up All Night, bắt đầu vào tháng 1 năm 2011. Vào tháng 2 năm 2011, nhóm cùng các thí sinh khác của chương trình tham gia vào X Factor Live Tour. Sau khi chuyến lưu diễn trên kết thúc vào tháng 4 năm 2011, nhóm tiếp tục hoàn tất album. "Moments" được sáng tác bởi Ed Sheeran và Si Hulbert, và do chính Hulbert sản xuất. Trong một cuộc phỏng vấn vào tháng 4 năm 2012 với News.com.au, Ed Sheeran nói rằng anh viết bài hát này từ "nhiều năm trước." Vào năm 2011, Ed Sheeran gặp Harry Styles của One Direction tại "nhà của một người bạn của tay ghi-ta" của anh. Lúc đó nhóm đang sắp xếp lại những ca khúc cho album phòng thu đầu tay của họ. Ed Sheeran thì đang có trong tay một chiếc đĩa CD ghi lại 40 trong số các bài hát mà anh định mang cho các nhà phát hành. Bởi vì nhóm nhạc chưa có đủ bài hát cho album mới, Ed Sheeran bảo với Styles, "Đây là chiếc đĩa CD. Nếu cậu muốn bài nào trong số này, cứ lấy." Cuối cùng bài hát xuất hiện trong bản deluxe của album. Ed Sheeran thừa nhận rằng anh vui với những gì đã diễn ra, "Đó là bài hát mà tới sẽ chẳng bao giờ dùng tới. Để nó trong một album đạt nhiều chứng nhận bạch kim khá là hay đấy chứ." Trong buổi ra mắt tại Anh của album vào cuối năm 2011, thành viên Louis Tomlinson cho biết bài hát này là bài anh yêu thích trong album. Niall Horan cũng bình luận, "được sáng tác và thu âm cùng Sheeran cho album là một vinh dự."

## Cấu trúc và lời bài hát
"Moments" là một bản pop ballad nhịp vừa phải. Được viết ở khóa rê trưởng, Nhip điệu được đặt trong nhịp 4/4 với tần suất khoảng 150 nhịp một phút. Âm vực của One Direction trong bài hát kéo dài từ nốt D4 tới A5. "Moments" sử dụng tiếng đập nhẹ đàn ghi-ta và tiếng đàn piano trung bình. Lấy cảm hứng từ chuyện tình buồn của Ed Sheeran và một cô gái, lời bài hát suy xét về một mối tình đơn phương. Đoạn điệp khúc chủ yếu dựa trên đoạn hook, "You know I'll be your life, your voice, your reason to be/ My love, my heart is breathing for this moment in time/I'll find the words to say/ Before you leave me today."

## Ý kiến phê bình
"Moments" nhìn chung nhận được phản hồi tích cực từ giới phê bình âm nhạc, trong đó nhiều người khen ngợi sự sắp xếp âm nhạc và tính dễ nhớ. Alex Hughes của The Huffington Post miêu tả bài hát với cụm từ "tan nát cõi lòng". Hollywood Life và AllMusic đánh giá "Moments" là một trong số các bài hát hay nhất trong Up All Night. Cây bút Cameron Adams của Herald Sun ví ca khúc là một bản "ballad boy band kinh điển". Adam Markovitz của Entertainment Weekly trích dẫn đoạn lời bài hát "be your life, your voice, your reason to be", viết rằng "Lời bài hát như vậy sẽ chẳng giúp họ nhận nhiều chú ý trong giới âm nhạc. Nhưng nếu nhóm nhạc nhắm tới đối tượng trẻ, họ chắc chắn đang đi đúng hướng". Erica Futterman trên Rolling Stone cho rằng chất trữ tình của bài hát "gây xúc động điển hình" cho thính giả thiếu nữ từ 8 tới 12 tuổi.

## Phong độ xếp hạng
Khi Up All Night được phát hành, "Moments" xuất hiện ở nhiều bảng xếp hạng trên thế giới nhờ lượng tải mạnh. Bài hát xuất phát trên UK Singles Chart ở vị trí 118 vào ngày 3 tháng 12 năm 2011. "Moments" là bài hát bán chạy thứ sáu của One Direction tại Anh Quốc tính tới tháng 8 năm 2012. Bài hát xuất hiện trên Canadian Hot 100 ở vị trí số 87 vào 21 tháng 3 năm 2012. Nó cũng gia nhập Australian Singles Chart ở vị trí 60 vào ngày 8 tháng 4 năm 2012.

## Trình diễn trực tiếp

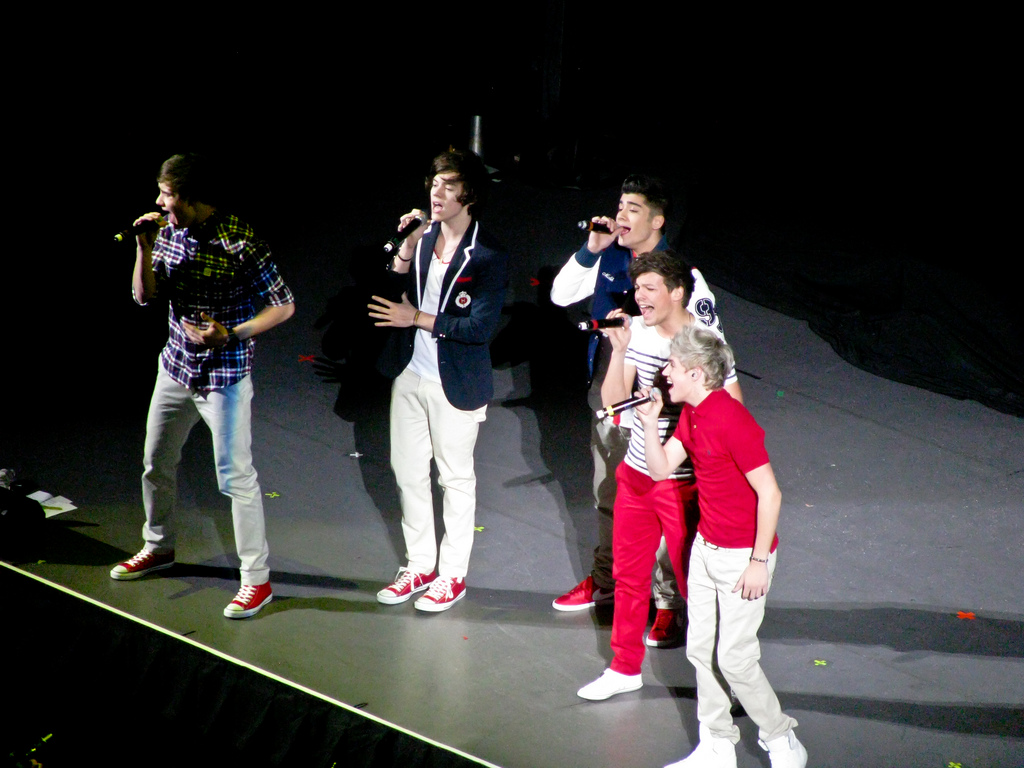
One Direction performing "Moments" in Toronto, February 2012.

One Direction hát ca khúc trong cả ba chuyến lưu diễn lớn của họ: Up All Night Tour (2011–12), Take Me Home Tour (2013) và Where We Are Tour (2014). Biên tập viên trang Idolator, Mike Wass, cảm thấy phần hòa giọng của các thành viên tạo nên một "màn trình diễn đầy phấn khích" tại Sydney và nhấn mạnh, "Louis [Tomlinson] nói rằng đó là bài hát mà anh yêu thích trong Up All Night và anh chắc chắn không phải là người duy nhất có ý kiến đấy, mà ví dụ cụ thể là những cô gái đã ngất đi trong số các khán giả tới xem". Cây bút của tờ Herald Sun Cameron Adams cho rằng phần thể hiện "Moments" tại Hisense Arena ở Melbourne đã chứng minh cho "giọng pop khỏe khoắn" của nhóm. Erica Futterman của Rolling Stone đánh giá rằng phần biểu diễn của bài hát tại nhà hát Beacon ở New York là khoảnh khắc xúc động nhất của đêm biểu diễn. Jane Stevenson của Canoe.ca đánh giá màn trình diễn ca khúc tại Molson Canadian Amphitheatre ở Toronto là một trong những phần đáng chú ý của đêm diễn. Bài hát sau đó có mặt trong đĩa DVD Up All Night: The Live Tour.

## Xếp hạng
| Bảng xếp hạng (2011 - 2012)         | Vị trí cao nhất |
| ----------------------------------- | --------------- |
| Úc (ARIA)                           | 60              |
| Canada Canadian Hot 100 (Billboard) | 87              |
| Anh Quốc (Official Charts Company)  | 118             |